# Ковалёв, Юрий Владимирович (прыгун)
Ю́рий Влади́мирович Ковалёв (род. 18 июня 1991) — российский легкоатлет, специалист по тройным прыжкам. Выступал на профессиональном уровне в 2008—2016 годах, обладатель бронзовой медали чемпионата Европы среди молодёжи, серебряный и бронзовый призёр чемпионатов России, победитель ряда крупных всероссийских турниров. Представлял Москву и Ростовскую область. Мастер спорта России международного класса.

## Биография
Юрий Ковалёв родился 18 июня 1991 года. Занимался лёгкой атлетикой под руководством тренеров Г. А. Леонидовой и Е. М. Тер-Аванесова.
Впервые заявил о себе в сезоне 2008 года, когда в тройном прыжке выступил на юношеской матчевой встрече со сборными Украины, Белоруссии, Латвии и Турции в Ялте, где занял четвёртое место.
В 2009 году одержал победу на юниорских зимних чемпионате Москвы и чемпионате России в помещении в Москве. На летнем чемпионате России среди юниоров в Саранске был шестым.
В 2010 году превзошёл всех соперников на чемпионате России среди юниоров в Чебоксарах. Попав в состав российской сборной, выступил на юниорском мировом первенстве в Монктоне — в финале прыгнул тройным на 15,96 метра, расположившись в итоговом протоколе соревнований на шестой строке.
В 2011 году с личным рекордом 17,06 стал чемпионом России среди молодёжи и принял участие в молодёжном европейском первенстве в Остраве, где с результатом 16,82 завоевал бронзовую награду, уступив только представителю Украины Шерифу Эль-Шерифу и своему соотечественнику Алексею Фёдорову.
В 2012 году победил на Рождественском кубке в Москве, на международных турнирах BIGBANK Kuldliiga в Таллине и Тарту, занял пятое место на зимнем чемпионате России в Москве. На летнем чемпионате России в Чебоксарах стал бронзовым призёром.
В 2013 году взял бронзу на зимнем чемпионате России в Москве и на Мемориале братьев Знаменских в Жуковском, занял шестое место на летнем чемпионате России в Москве.
В 2014 году одержал победу на Мемориале братьев Знаменских в Жуковском, выиграл серебряные медали на чемпионате России в Казани и на Атлетических играх в Копенгагене.
На чемпионате России 2015 года в Чебоксарах показал в тройном прыжке шестой результат.
В 2016 году стал бронзовым призёром на Рождественском кубке в Москве и на Мемориале Бакирова в Оренбурге, закрыл десятку сильнейших на зимнем чемпионате России в Москве, тогда как на летнем чемпионате России в Чебоксарах не смог преодолеть предварительный квалификационный этап. По окончании сезона завершил спортивную карьеру.
За выдающиеся спортивные достижения удостоен почётного звания «Мастер спорта России международного класса».